# José Esparza
Pour l’article homonyme, voir [[José Esparza dit "Lupe Esparza", leader du groupe Bronco (es)]].

José Alberto Esparza Flores, connu professionnellement comme José Esparza, né le 19 mars 1995 à Chicago, est un auteur-compositeur-interprète Mexicain et Américain dont les succès répétés ont assuré rapidement la notoriété. Les chansons qu'il a écrites ou contribué à écrire ont connu le succès grâce à des interprètes comme Christian Nodal (es), La Arrolladora Banda El Limón, La Banda Los Recoditos, Los Plebes del Rancho, Luis Angel El Flaco, Los Hijos de Barrón .

## Sources
- (en) BMI News, « Latin Spotlight: José Esparza » [html], sur BMI, Broadcast Music, Inc, 1er novembre 2021.
- (es) Brenda Gonzaga, « José Esparza pregunta ¿Qué pasó con Los Besos Que Te Di? » [html], sur SAPS Grupero, Tuxtla Gutiérrez, SAPS Grupero, 12 février 2020.